# St. Elizabeth, Missouri
St. Elizabeth är en ort i Miller County i delstaten Missouri, USA.